# Jhonatan Narváez
Jhonatan Narváez (El Playón de San Francisco, Sucumbíos, Equador, 4 de março de 1997) é um ciclista equatoriano. Actualmente corre para a equipa britânica Ineos Grenadiers de categoria UCI WorldTeam.

## Palmarés
- 2017
- Circuito das Ardenas[1]
  - 1 etapa do Tour de Gila
- Campeonato do Equador em Estrada

- 2018
  - 2.º no Campeonato do Equador em Estrada

- 2020
- Settimana Coppi e Bartali[2], mais 1 etapa

## Resultados em Grandes Voltas e Campeonatos do Mundo
Durante sua corrida desportiva tem conseguido os seguintes postos nas Grandes Voltas e Campeonatos do Mundo.
| Corrida            | Corrida            | 2016 | 2017 | 2018 | 2019 | 2020 |
| ------------------ | ------------------ | ---- | ---- | ---- | ---- | ---- |
|                    | Giro d'Italia      | —    | —    | —    | 80.º |      |
|                    | Tour de France     | —    | —    | —    | —    | —    |
|                    | Volta a Espanha    | —    | —    | —    | —    | —    |
| Mundial em Estrada | Mundial em Estrada | —    | —    | Ab.  | Ab.  | —    |

—: não participa 

Ab.: abandono 